# تشاك بيندكت
تشاك بيندكت (بالإنجليزية: Chuck Benedict)‏ هو سياسي أمريكي، ولد في 13 أغسطس 1946 في نوروولك في الولايات المتحدة. حزبياً، نشط في الحزب الديمقراطي. وقد انتخب عضو جمعية ولاية ويسكونسن.